# Einar Økland

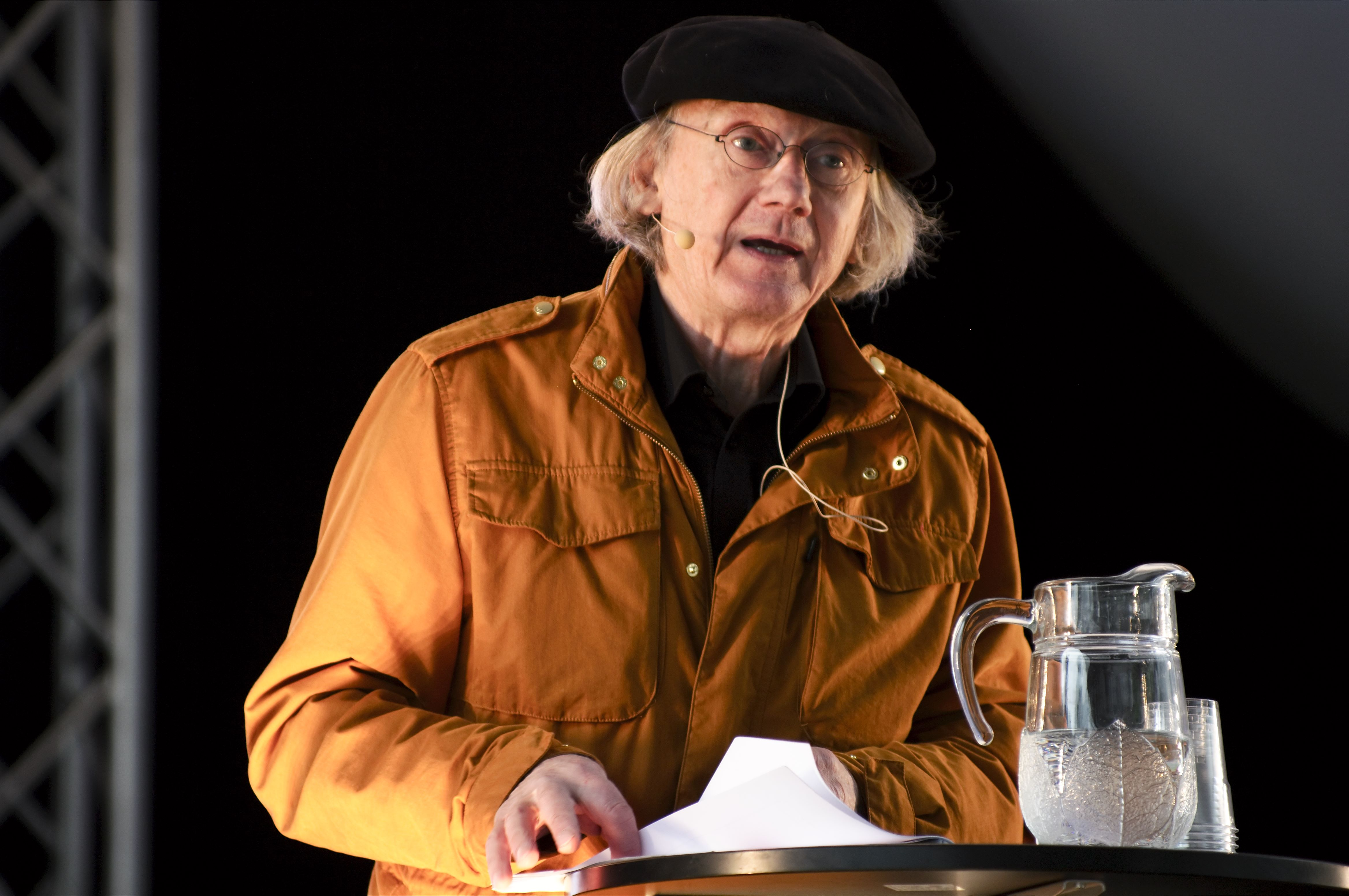
Einar Økland auf dem Osloer Buchfestival 2011

Einar Andreas Økland (* 17. Januar 1940 in Valevåg) ist ein norwegischer Schriftsteller.

## Leben
Økland wurde in der Gemeinde Sveio im Fylke Hordaland geboren. Von 1960 bis 1965 studierte er in Oslo Psychologie. Danach ließ er sich zunächst als Psychologe in Bodø, 1966 dann als hauptberuflicher Schriftsteller in Oslo nieder. Dort gehörte er zu den Begründern der Gruppe Profil. 1992 war er Direktor des Kulturfestivals Festspillene i Bergen.
Sein Debüt als Schriftsteller gab Økland 1963 mit dem Gedichtband Ein gul dag. Seitdem veröffentlichte er über 50 Bücher mit Gedichten, Prosa, Essays sowie Kinder- und Jugendliteratur. Er wurde dafür mit mehreren Preisen ausgezeichnet, darunter dem Kritikerpreis für Kinder- und Jugendliteratur (1978), dem Aschehougpreis (1988), dem Melsompreis (1992), dem Doblougpreis (2000), dem Gyldendalpreis (2006) und dem Ehrenpreis des Brageprisen (2015).

## Werke (Auswahl)

### Gedichte
- Ein gul dag (1963)
- Mandragora (1966)
- Vandreduene (1968)
- Blå roser. Folkeminne (1983) – deutsch Blaue Rosen. Volksgut (1988)
- Mellom himmel og jord (1986)
- Når ikkje anna er sagt. Folkeminne (1991)
- Andre tider (2023)

### Erzählungen
- Svart i det grøne (1967)

### Romane
- Amatør-album (1969)
- Galskal (1971)

### Kinderbücher
- Det blir alvor (1974)
- Sikk-sakk (1978)
- Ein god dag (1979) – deutsch Ein schöner Tag (1988)